# 외데스회그시

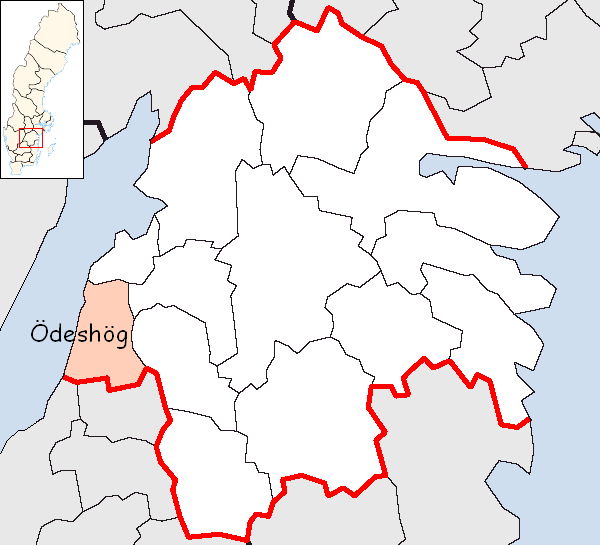
외데스회그 시의 위치

외데스회그시(스웨덴어: Ödeshögs kommun)는 스웨덴 외스테르예틀란드주에 위치한 지방 자치체로 행정 중심지는 외데스회그이며 면적은 668.99km2, 인구는 5,335명(2016년 12월 31일 기준), 인구 밀도는 8.0명/km2이다.

시 문장